# トレイ・ウィンゲンター
- トレイ・ウィンジェンター[1]

アンソニー・ジェームズ・ウィンゲンター（Anthony James Wingenter、1994年4月15日 - ）は、アメリカ合衆国アラバマ州マディソン郡ハンツビル出身のプロ野球選手（投手）。右投右打。埼玉西武ライオンズ所属。

## 経歴

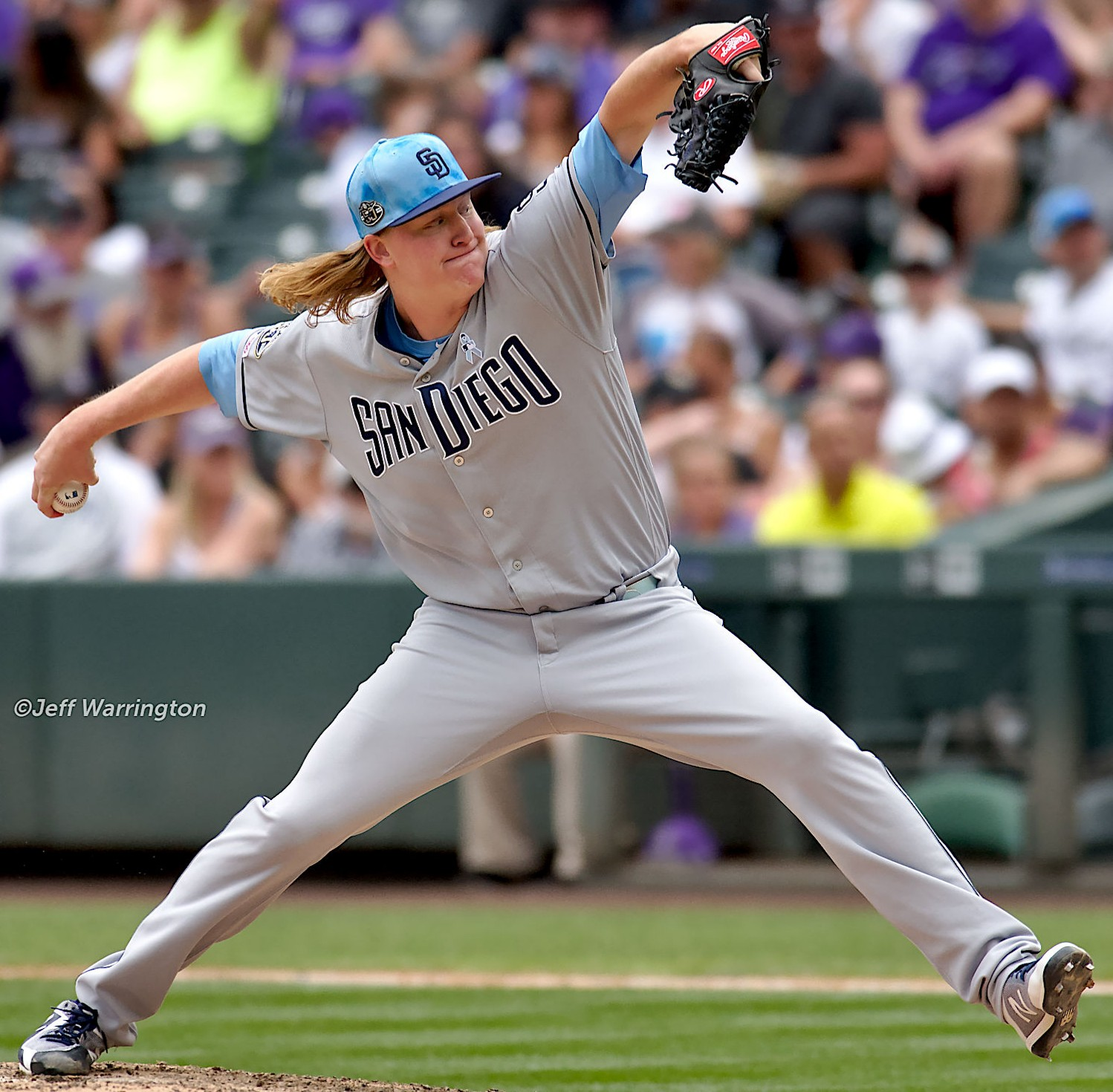
サンディエゴ・パドレス時代
（2019年6月16日）

2012年のMLBドラフト36巡目（全体1091位）でシアトル・マリナーズから指名されたが、この時は契約せずにオーバーン大学へ進学した。
2015年のMLBドラフト17巡目（全体507位）でサンディエゴ・パドレスから指名され、プロ入り。契約後、傘下のルーキー級アリゾナリーグ・パドレスでプロデビュー。A-級トリシティ・ダストデビルズでもプレーし、2球団合計で12試合に登板して1勝2敗、防御率7.23、16奪三振を記録した。
2016年はA級フォートウェイン・ティンキャップス、A+級レイクエルシノア・ストーム、AA級サンアントニオ・ミッションズでプレーし、3球団合計で38試合に登板して3勝1敗9セーブ、防御率1.70、65奪三振を記録した。
2017年はAA級サンアントニオでプレーし、49試合に登板して2勝1敗20セーブ、防御率2.45、64奪三振を記録した。
2018年は開幕をAAA級エル・パソ・チワワズで迎えた。8月5日にメジャー契約を結んでアクティブ・ロースター入りし、7日のミルウォーキー・ブルワーズ戦でメジャーデビュー。この年メジャーでは22試合に登板して防御率3.79、27奪三振を記録した。
2019年は51試合に登板して1勝3敗1セーブ、防御率5.65、72奪三振を記録した。
2020年7月19日にトミー・ジョン手術を受けたことが報じられた。このシーズンは全休となった。翌2021年シーズンも2月18日に60日間の負傷者リストに入り、メジャーでの登板機会はなかった。11月30日にノンテンダーFAとなった。

### レッズ傘下時代
2021年12月1日にシンシナティ・レッズとマイナー契約を結んだ。2022年11月10日にFAとなった。

### タイガース時代
2023年1月15日にデトロイト・タイガースとマイナー契約を結び、招待選手としてスプリングトレーニングに参加した。3月29日に開幕ロースターに選出された。

### レッドソックス時代
2024年7月6日にC.J. ウェインズとのトレードで、ボストン・レッドソックスへ移籍した。移籍後の9日にメジャー昇格。レッドソックスでは2試合に登板した。

### カブス時代
2024年8月2日にウェイバー公示を経てシカゴ・カブスへ移籍した。移籍後は9月4日にメジャーに昇格して、5試合に登板した。オフの11月20日にマット・サイスを獲得したことに伴ってDFAとなり、2日後にノンテンダーFAとなった。

### 西武時代
2025年1月6日、NPBの埼玉西武ライオンズが獲得を発表した。背番号は45で推定年俸は1億2000万円。シーズン中の8月18日に、球団より来シーズンの契約締結が発表された。

## 投球スタイル
球速は最速100mph（約160.9km/h）を誇る。さらに鋭く落ちるスライダーも持っており、三振を量産する。

## 詳細情報

### 年度別投手成績
| 年 度    | 球 団    | 登 板 | 先 発 | 完 投 | 完 封 | 無 四 球 | 勝 利 | 敗 戦 | セ 丨 ブ | ホ 丨 ル ド | 勝 率 | 打 者 | 投 球 回 | 被 安 打 | 被 本 塁 打 | 与 四 球 | 敬 遠 | 与 死 球 | 奪 三 振 | 暴 投 | ボ 丨 ク | 失 点 | 自 責 点 | 防 御 率 | W H I P |
| -------- | -------- | ----- | ----- | ----- | ----- | -------- | ----- | ----- | -------- | ----------- | ----- | ----- | -------- | -------- | ----------- | -------- | ----- | -------- | -------- | ----- | -------- | ----- | -------- | -------- | ------- |
| 2018     | SD       | 22    | 0     | 0     | 0     | 0        | 0     | 0     | 0        | 5           | ----  | 81    | 19.0     | 13       | 3           | 11       | 0     | 1        | 27       | 1     | 0        | 8     | 8        | 3.79     | 1.26    |
| 2019     | SD       | 51    | 1     | 0     | 0     | 0        | 1     | 3     | 1        | 16          | .250  | 218   | 51.0     | 34       | 5           | 28       | 0     | 5        | 72       | 4     | 0        | 32    | 32       | 5.65     | 1.22    |
| 2023     | DET      | 17    | 0     | 0     | 0     | 0        | 1     | 0     | 0        | 0           | 1.000 | 76    | 17.0     | 16       | 2           | 7        | 0     | 3        | 22       | 3     | 0        | 11    | 11       | 5.82     | 1.35    |
| 2024     | BOS      | 2     | 0     | 0     | 0     | 0        | 0     | 0     | 0        | 0           | ----  | 14    | 2.1      | 5        | 1           | 2        | 0     | 0        | 3        | 1     | 0        | 7     | 7        | 27.00    | 3.00    |
| 2024     | CHC      | 5     | 0     | 0     | 0     | 0        | 0     | 0     | 0        | 0           | ----  | 28    | 6.0      | 8        | 1           | 2        | 0     | 0        | 3        | 0     | 0        | 2     | 2        | 3.00     | 1.67    |
| '24計    | CHC      | 7     | 0     | 0     | 0     | 0        | 0     | 0     | 0        | 0           | ----  | 42    | 8.1      | 13       | 2           | 4        | 0     | 0        | 6        | 1     | 0        | 9     | 9        | 9.72     | 2.04    |
| MLB：4年 | MLB：4年 | 97    | 1     | 0     | 0     | 0        | 2     | 3     | 1        | 21          | .400  | 417   | 95.1     | 76       | 12          | 50       | 0     | 9        | 127      | 9     | 0        | 60    | 60       | 5.66     | 1.32    |

- 2024年度シーズン終了時

### 年度別守備成績
| 年 度 | 球 団 | 投手（P） | 投手（P） | 投手（P） | 投手（P） | 投手（P） | 投手（P） |
| 年 度 | 球 団 | 試 合     | 刺 殺     | 補 殺     | 失 策     | 併 殺     | 守 備 率  |
| ----- | ----- | --------- | --------- | --------- | --------- | --------- | --------- |
| 2018  | SD    | 22        | 3         | 1         | 2         | 0         | .667      |
| 2019  | SD    | 51        | 0         | 3         | 1         | 1         | .750      |
| 2023  | DET   | 17        | 3         | 1         | 0         | 0         | 1.000     |
| 2024  | BOS   | 2         | 0         | 0         | 0         | 0         | ----      |
| 2024  | CHC   | 5         | 0         | 1         | 0         | 0         | 1.000     |
| '24計 | CHC   | 7         | 0         | 1         | 0         | 0         | 1.000     |
| MLB   | MLB   | 97        | 6         | 6         | 3         | 1         | .800      |

- 2024年度シーズン終了時

### 記録

#### NPB
初記録
- 初登板：2025年3月29日、対北海道日本ハムファイターズ2回戦（ベルーナドーム）、10回表に4番手で救援登板・完了、1回1失点で敗戦投手[19]
- 初奪三振：同上、10回表にフランミル・レイエスから空振り三振
- 初ホールド：2025年4月9日、対千葉ロッテマリーンズ2回戦（埼玉県営大宮公園野球場）、8回表に3番手で救援登板、1回無失点
- 初勝利：2025年6月11日、対阪神タイガース2回戦（ベルーナドーム）、9回表に3番手で救援登板・完了、1回1失点

### 背番号
- 58（2018年 - 2019年）
- 62（2023年）
- 61（2024年 - 同年途中）
- 58（2024年途中 - 同年終了）
- 45（2025年 - ）